# Polo aquático nos Jogos Olímpicos de Verão de 1992
O torneio de Pólo aquático nos Jogos Olímpicos de Verão de 1992 foi realizado em Barcelona, na Espanha.

## Masculino
| Ouro | Prata | Bronze |
| Itália Francesco Attolico Alessandro Bovo Alessandro Campagna Paolo Caldarella Massimiliano Ferretti Giuseppe Porzio Marco D’Altrui Mario Fiorillo Ferdinando Gandolfi Amedeo Pomilio Francesco Porzio Carlo Silipo | Espanha Daniel Ballart Jesús Miguel Rollán Jordi Sans Josep Picó Manuel Estiarte Manuel Silvestre Marco Antonio González Miguel Ángel Oca Pedro Francisco Garcia Ricardo Sánchez Rubén Michavila Salvador Gómez Sergi Pedrerol | Equipe Unificada Sergey Naumov Alexandre Ogorodnikov Alexandre Tchuguir Dmitri Apanassenko Andrei Belofastov Evgueni Charonov Dmitri Gorchkov Vladimir Karaboutov Aleksandr Kolotov Alexandre Kovalenko Nikolai Kozlov Serguei Markotch |

### Primeira fase
- Times em verde avançaram as semi-finais;
- Times em azul avançaram a disputa de 5º a 8º lugares;
- Times em amarelo avançaram a disputa de 9º a 12º lugares.

#### Grupo A
| Equipe               | Pts | J | V | E | D | GP | GC |
| -------------------- | --- | - | - | - | - | -- | -- |
| EUN Equipa Unificada | 10  | 5 | 5 | 0 | 0 | 50 | 32 |
| USA Estados Unidos   | 8   | 5 | 4 | 0 | 1 | 40 | 24 |
| AUS Austrália        | 5   | 5 | 2 | 1 | 2 | 44 | 41 |
| GER Alemanha         | 4   | 5 | 2 | 0 | 3 | 38 | 41 |
| FRA França           | 3   | 5 | 1 | 1 | 3 | 38 | 42 |
| TCH Checoslováquia   | 0   | 5 | 0 | 0 | 5 | 33 | 63 |

| 1 de agosto      |      |                  |
| Equipe Unificada | 10–6 | Checoslováquia   |
| Austrália        | 4–8  | Estados Unidos   |
| Alemanha         | 7–7  | França           |
| 2 de agosto      |      |                  |
| Checoslováquia   | 3–9  | Estados Unidos   |
| França           | 5–9  | Austrália        |
| Equipe Unificada | 11–7 | Alemanha         |
| 3 de agosto      |      |                  |
| Estados Unidos   | 11–7 | França           |
| Alemanha         | 15–9 | Checoslováquia   |
| Austrália        | 9–12 | Equipe Unificada |
| 5 de agosto      |      |                  |
| Checoslováquia   | 3–14 | França           |
| Equipe Unificada | 8–5  | Estados Unidos   |
| Alemanha         | 7–7  | Austrália        |
| 6 de agosto      |      |                  |
| Austrália        | 15–9 | Checoslováquia   |
| Estados Unidos   | 7–2  | Alemanha         |
| Equipe Unificada | 9–5  | França           |

#### Grupo B
| Equipe            | Pts | J | V | E | D | GP | GC |
| ----------------- | --- | - | - | - | - | -- | -- |
| ESP Espanha       | 9   | 5 | 4 | 1 | 0 | 52 | 36 |
| ITA Itália        | 8   | 5 | 3 | 2 | 0 | 41 | 34 |
| HUN Hungria       | 6   | 5 | 2 | 2 | 1 | 49 | 46 |
| CUB Cuba          | 4   | 5 | 2 | 0 | 3 | 50 | 53 |
| NED Países Baixos | 2   | 5 | 0 | 2 | 3 | 36 | 46 |
| GRE Grécia        | 1   | 5 | 0 | 1 | 4 | 32 | 45 |

| 1 de agosto   |       |               |
| Hungria       | 7–7   | Itália        |
| Grécia        | 9–10  | Cuba          |
| Espanha       | 12–6  | Países Baixos |
| 2 de agosto   |       |               |
| Países Baixos | 4–6   | Itália        |
| Cuba          | 11–12 | Hungria       |
| Espanha       | 11–6  | Grécia        |
| 3 de agosto   |       |               |
| Grécia        | 4–4   | Países Baixos |
| Hungria       | 5–8   | Espanha       |
| Itália        | 11–8  | Cuba          |
| 5 de agosto   |       |               |
| Países Baixos | 9–11  | Cuba          |
| Grécia        | 7–12  | Hungria       |
| Espanha       | 9–9   | Itália        |
| 6 de agosto   |       |               |
| Hungria       | 13–13 | Países Baixos |
| Itália        | 8–6   | Grécia        |
| Espanha       | 12–10 | Cuba          |

### Classificação 5º-8º lugares
O resultado entre as equipes obtidos na primeira fase continuam valendo para a definição de 5º a 8º lugar, sem a realização de uma nova partida.

#### Grupo D
| Equipe        | Pts | J | V | E | D | GP | GC |
| ------------- | --- | - | - | - | - | -- | -- |
| AUS Austrália | 5   | 3 | 2 | 1 | 0 | 23 | 20 |
| HUN Hungria   | 4   | 3 | 2 | 0 | 1 | 28 | 27 |
| GER Alemanha  | 3   | 3 | 1 | 1 | 1 | 24 | 21 |
| CUB Cuba      | 0   | 3 | 0 | 0 | 3 | 22 | 29 |

| 8 de agosto |      |         |
| Austrália   | 7–5  | Cuba    |
| Alemanha    | 7–8  | Hungria |
| 9 de agosto |      |         |
| Alemanha    | 10–6 | Cuba    |
| Austrália   | 9–8  | Cuba    |

### Classificação 7º-12º lugar
O resultado entre as equipes obtidos na primeira fase continuam valendo para a definição de 7º a 12º lugar, sem a realização de uma nova partida.

#### Grupo E
| Equipe             | Pts | J | V | E | D | GP | GC |
| ------------------ | --- | - | - | - | - | -- | -- |
| NED Países Baixos  | 5   | 3 | 2 | 1 | 0 | 28 | 20 |
| GRE Grécia         | 5   | 3 | 2 | 1 | 0 | 24 | 18 |
| FRA França         | 2   | 3 | 1 | 0 | 2 | 28 | 31 |
| TCH Checoslováquia | 0   | 3 | 0 | 0 | 3 | 22 | 33 |

| 8 de agosto    |      |               |
| França         | 6–10 | Grécia        |
| Checoslováquia | 8–9  | Países Baixos |
| 9 de agosto    |      |               |
| Checoslováquia | 8–10 | Grécia        |
| França         | 8–15 | Países Baixos |

### Semifinais
| 8 de agosto      |     |         |
| Equipe Unificada | 8–9 | Itália  |
| Estados Unidos   | 4–6 | Espanha |

### Disputa pelo bronze
| 9 de agosto    |      |                  |
| Estados Unidos | 4–18 | Equipe Unificada |

### Final
| 9 de agosto |     |        |
| Espanha     | 8–9 | Itália |

## Classificação final
| Pos. | País                 |
| ---- | -------------------- |
|      | ITA Itália           |
|      | ESP Espanha          |
|      | EUN Equipa Unificada |
| 4    | USA Estados Unidos   |
| 5    | AUS Austrália        |
| 6    | HUN Hungria          |
| 7    | GER Alemanha         |
| 8    | CUB Cuba             |
| 9    | NED Países Baixos    |
| 10   | GRE Grécia           |
| 11   | FRA França           |
| 12   | TCH Checoslováquia   |